# Zetomimus cooki
Zetomimus cooki är en kvalsterart som beskrevs av Valerie M. Behan-Pelletier och Eamer 2003. Zetomimus cooki ingår i släktet Zetomimus och familjen Ceratozetidae. Inga underarter finns listade i Catalogue of Life.